# نیسان پت‌فایندر
نیسان پت‌فایندر (Nissan Pathfinder) خودرویی است که از سال ۱۹۸۶ تا کنون تولید شده‌است. طراحی آن موتور جلو، توزیع نیروی پیشران، خودرو چهار چرخ محرک بوده‌است.

## نیسان پت فایندر نسل اول (WD21) از ۱۹۸۵ تا ۱۹۹۴
نیسان پت فایندر نسل اول به عنوان یک خودرو دو در چند منظوره (SUV) به بازار معرفی شد. نسل اول نیسان پت فایندر از سال ۱۹۸۴ تا سال ۱۹۹۵ تولید شد.

این خودرو از طرف شرکت نیسان به عنوان رقیب خودروهای شورلت بلیزر، جیپ چروکی، فورد برانکو و تویوتا فوررانر به بازار معرفی شد.

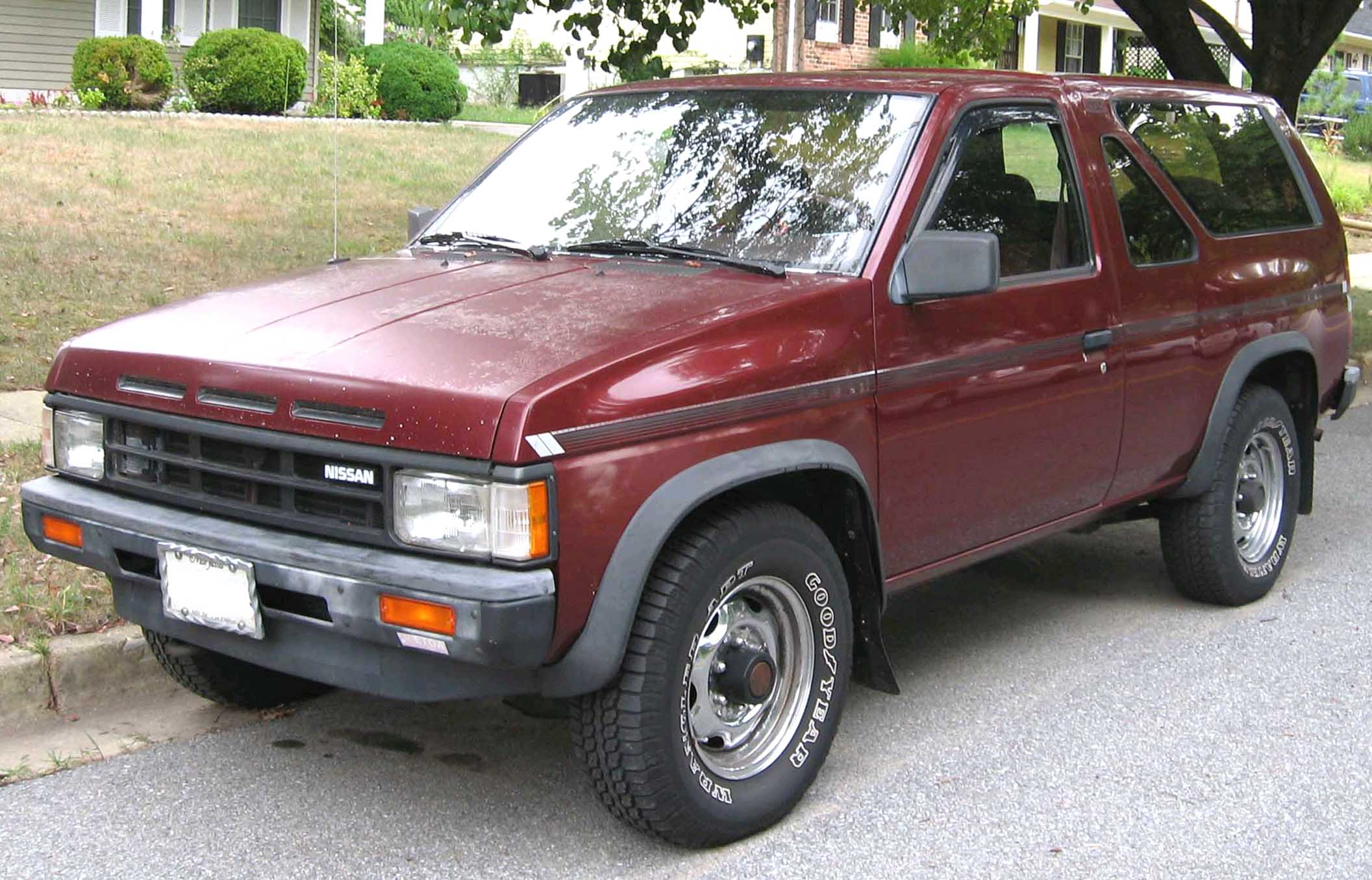
نیسان پت فایندر نسل اول (WD21)
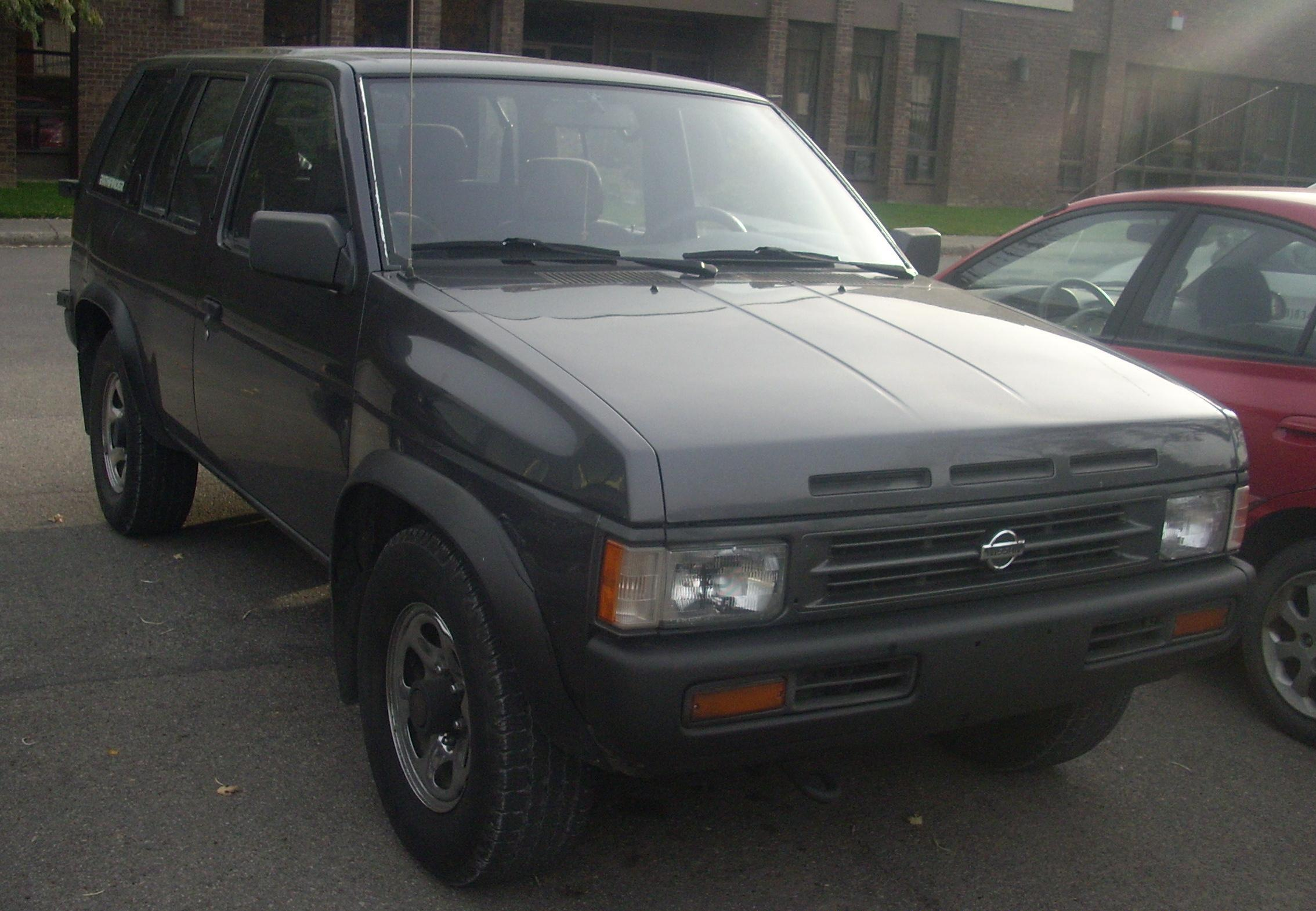
نیسان پت فایندر نسل اول (WD21)
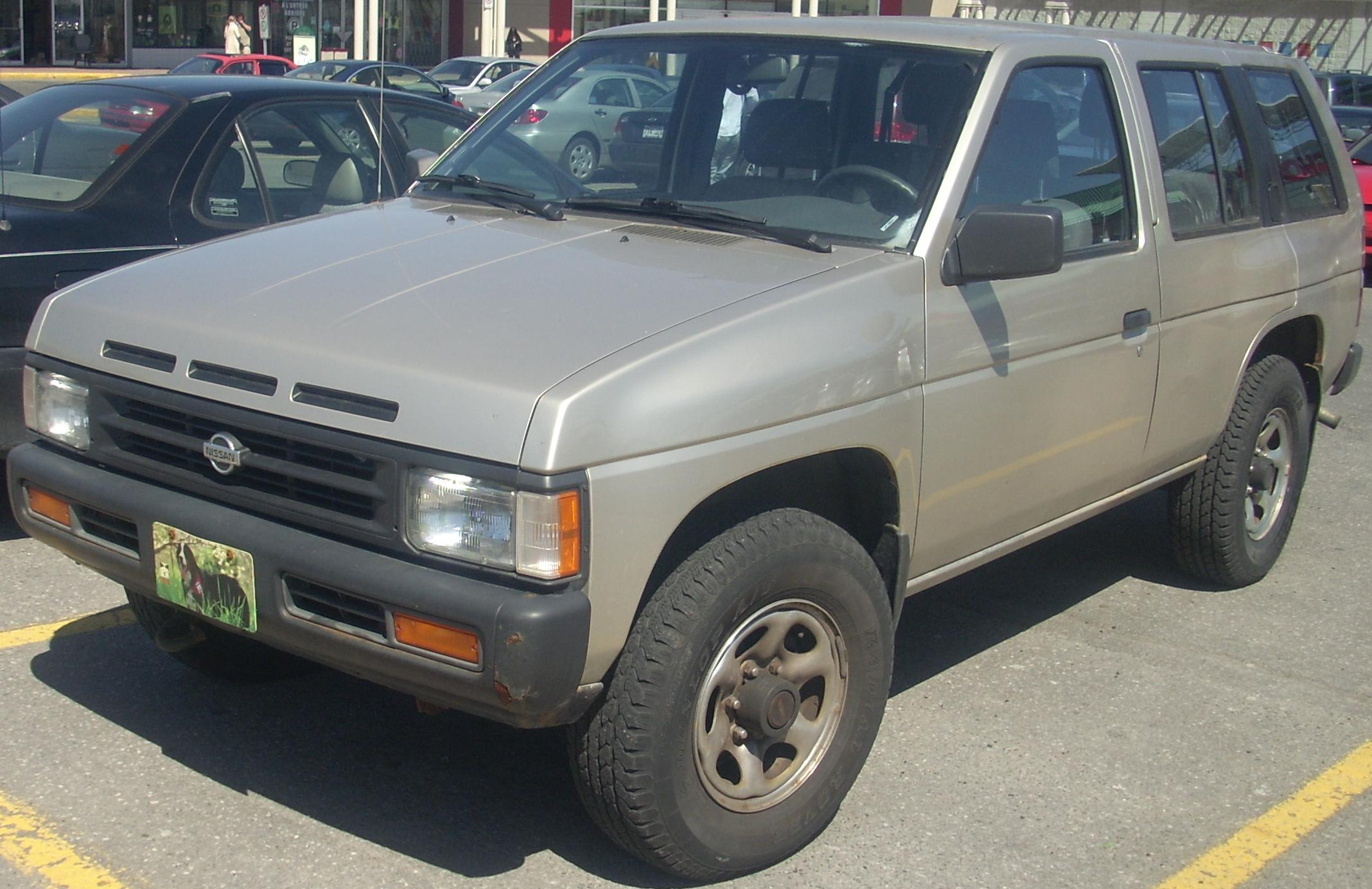
نیسان پت فایندر نسل اول (WD21)
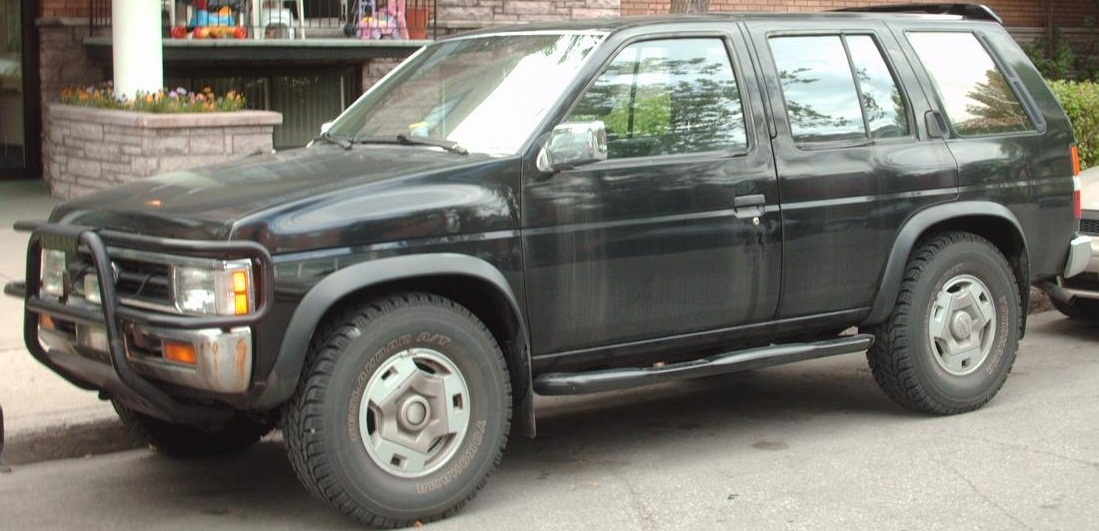
نیسان پت فایندر نسل اول (WD21)
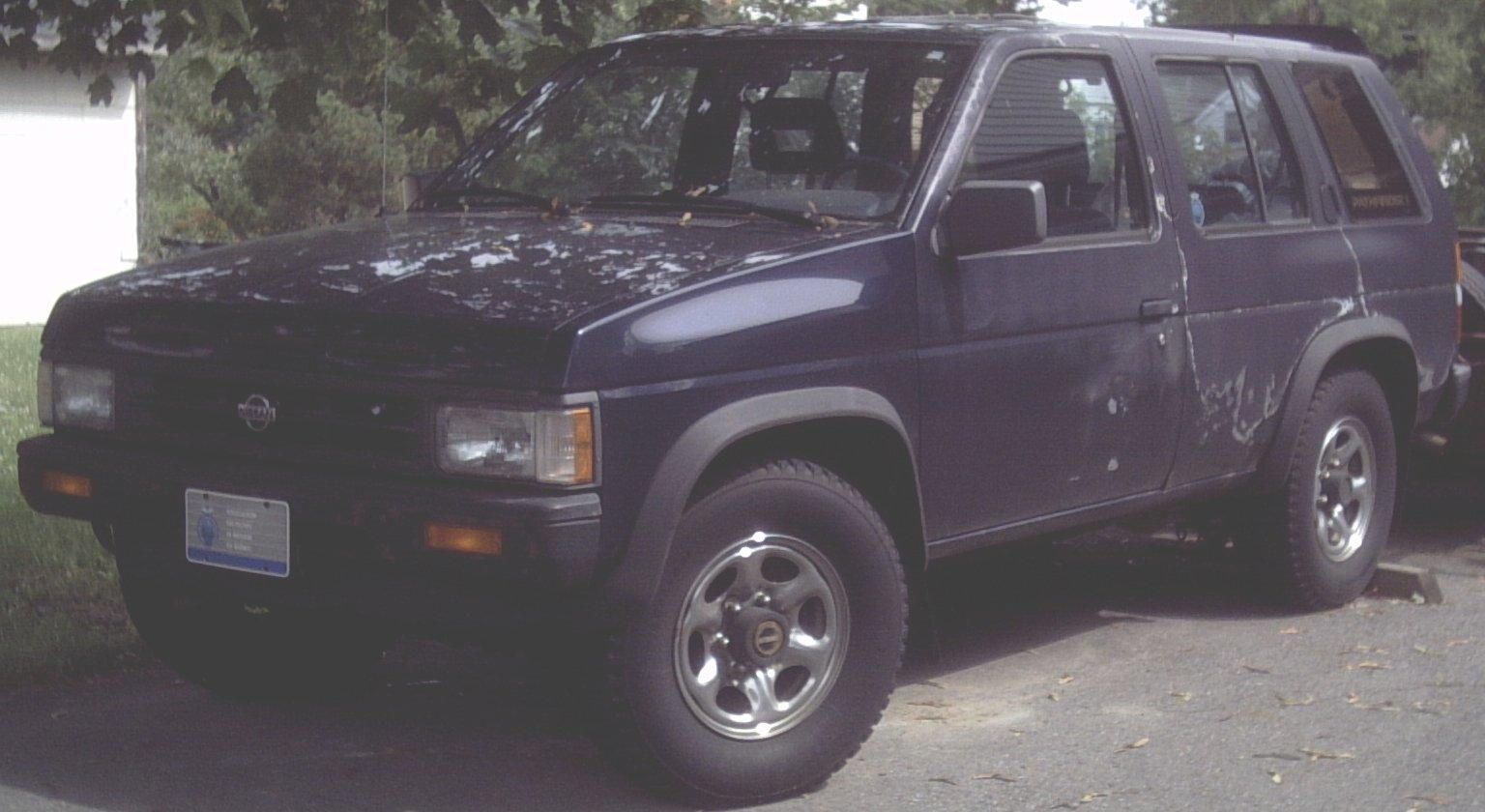
نیسان پت فایندر نسل اول (WD21)

## نیسان پت فایندر نسل دوم (R50) از ۱۹۹۵ تا ۲۰۰۴
نیسان پت فایندر نسل دوم در سال ۱۹۹۵ و با اعمال تغییرات عمده به بازار عرضه شد.

این خودرو با پنج نوع موتور بنزینی و دیزلی از حجم ۲٫۷ لیتر تا ۳٫۵ لیتر تولید شد و از جعبه دنده اتوماتیک چهار سرعته و دستی پنج سرعته بهره می‌برد.

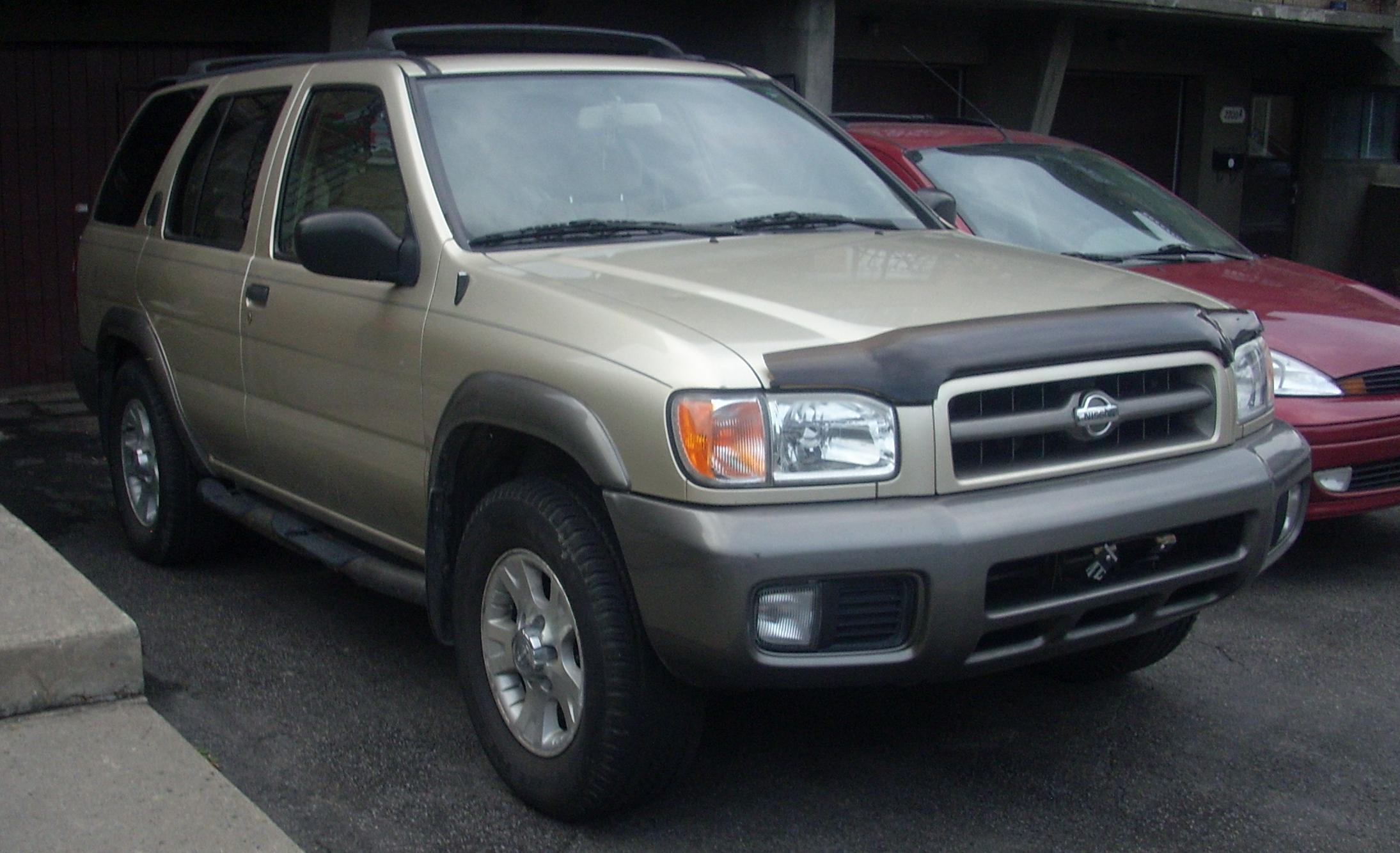
نیسان پت فایندر نسل دوم R50
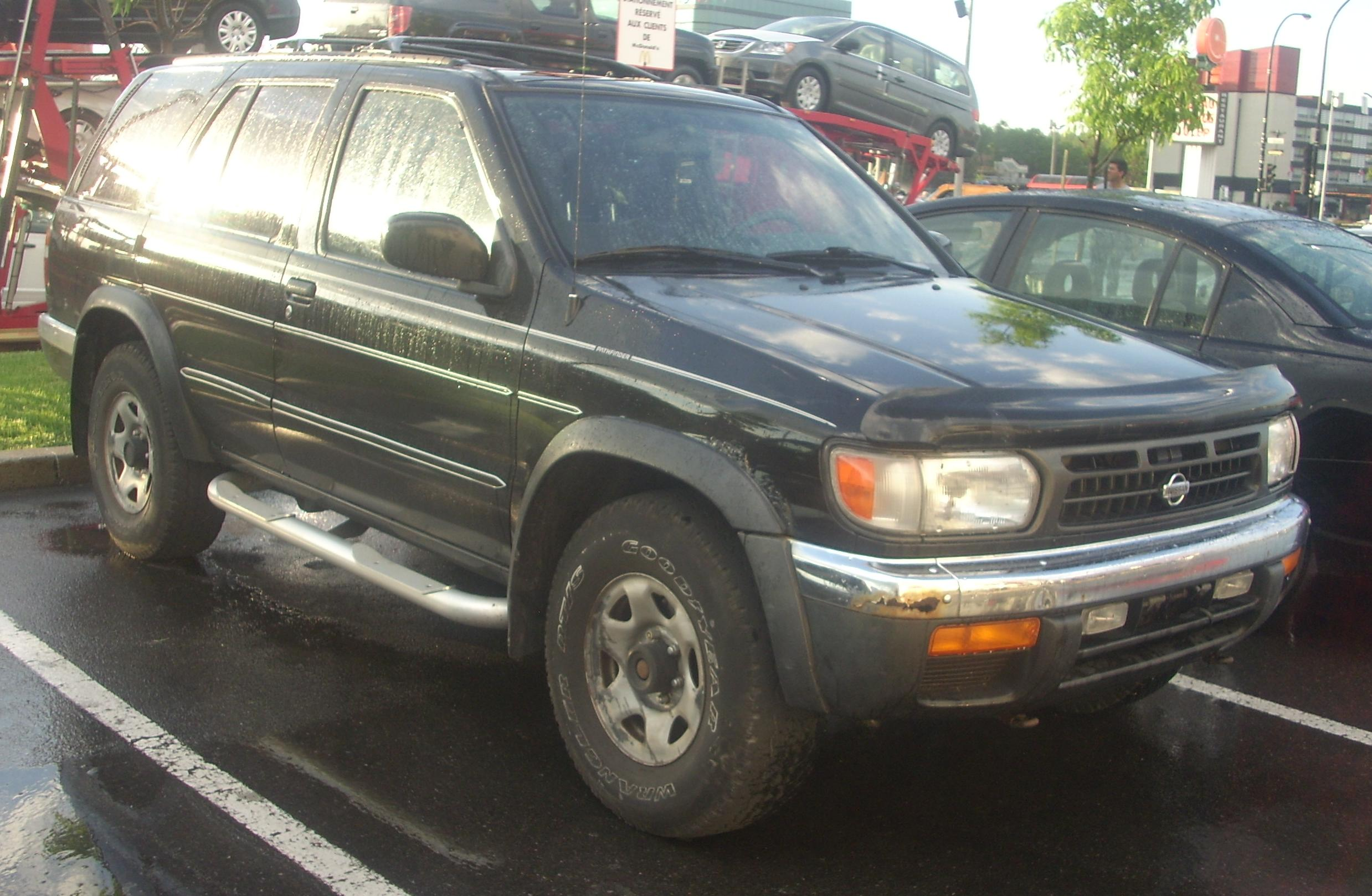
نیسان پت فایندر نسل دوم R50
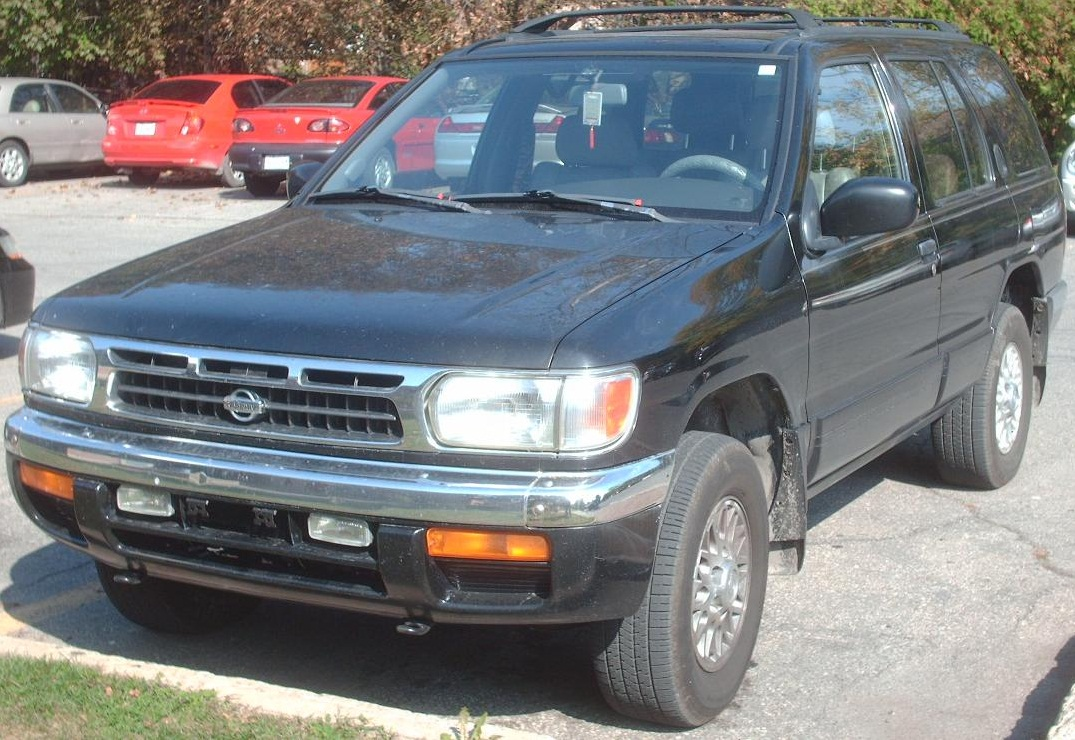
نیسان پت فایندر نسل دوم R50
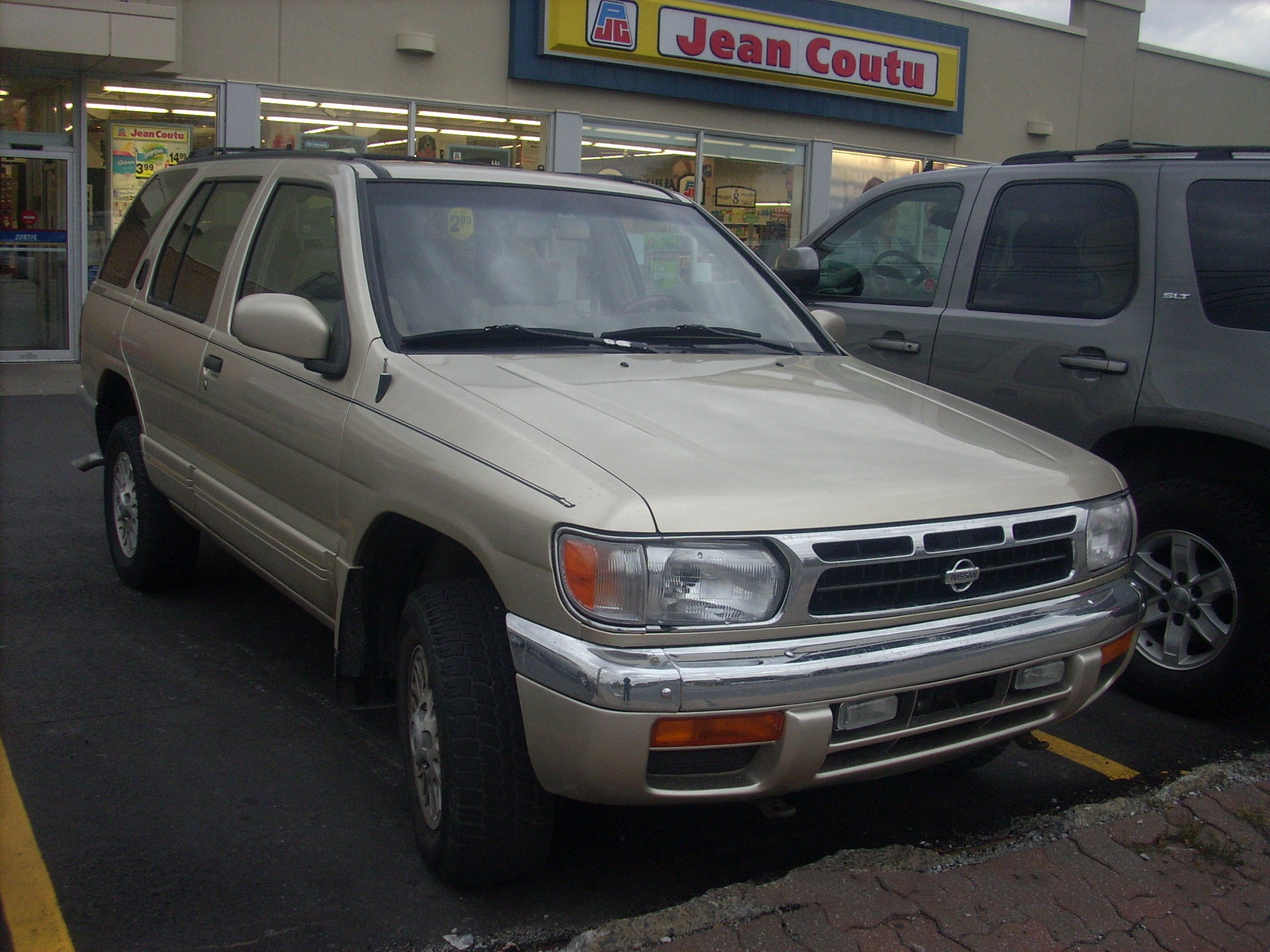
نیسان پت فایندر نسل دوم R50
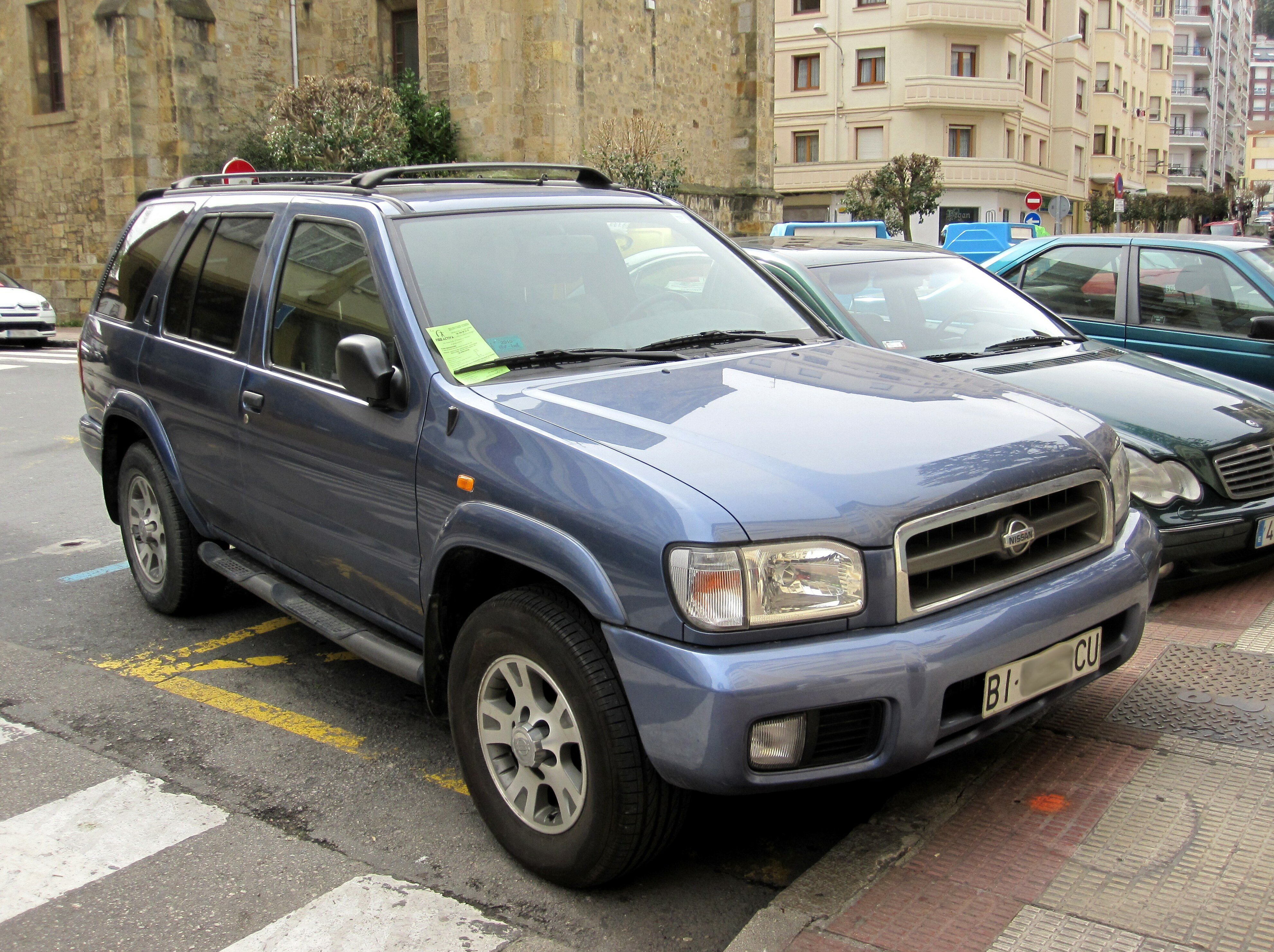
نیسان پت فایندر نسل دوم R50
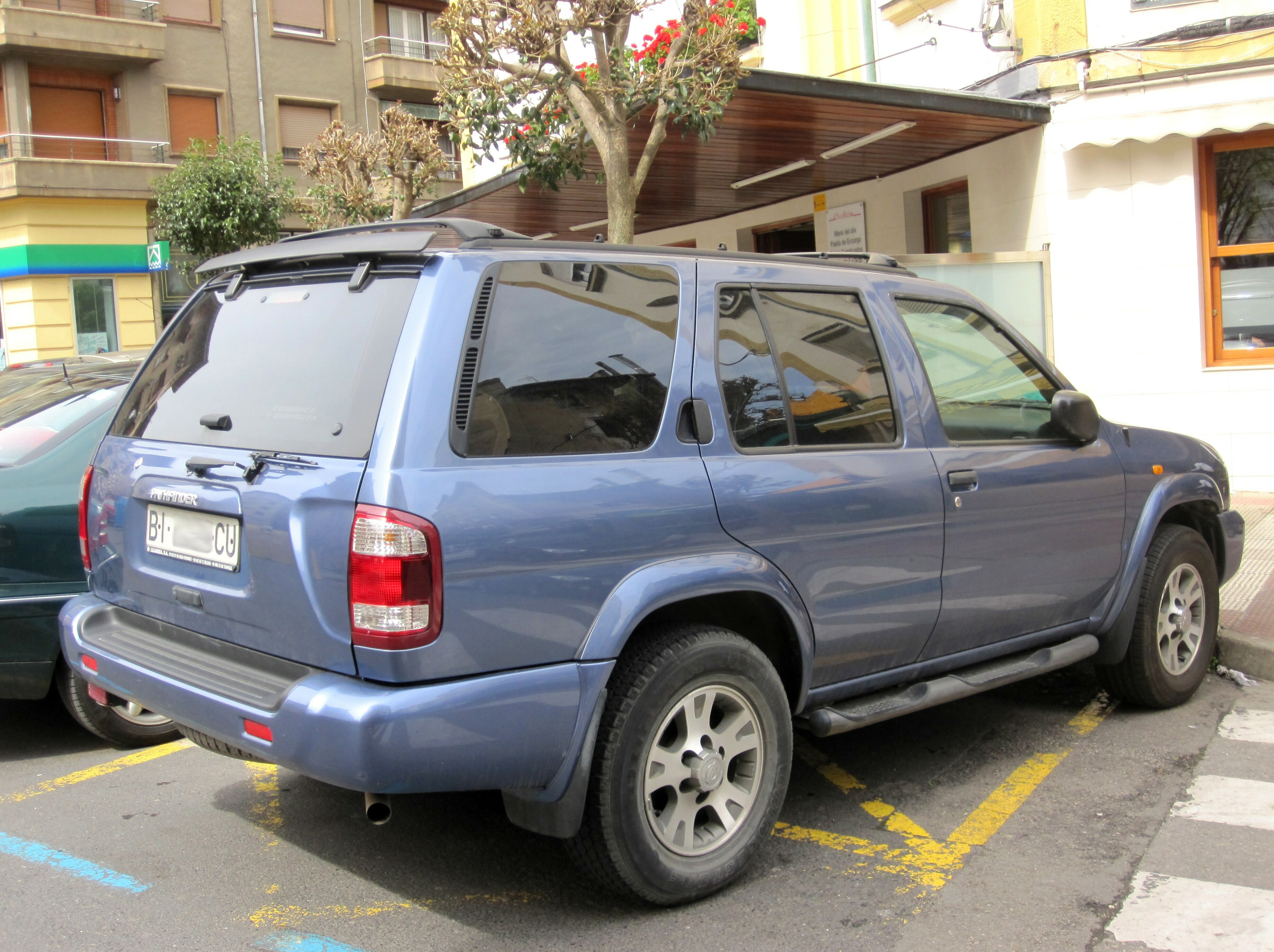
نیسان پت فایندر نسل دوم R50
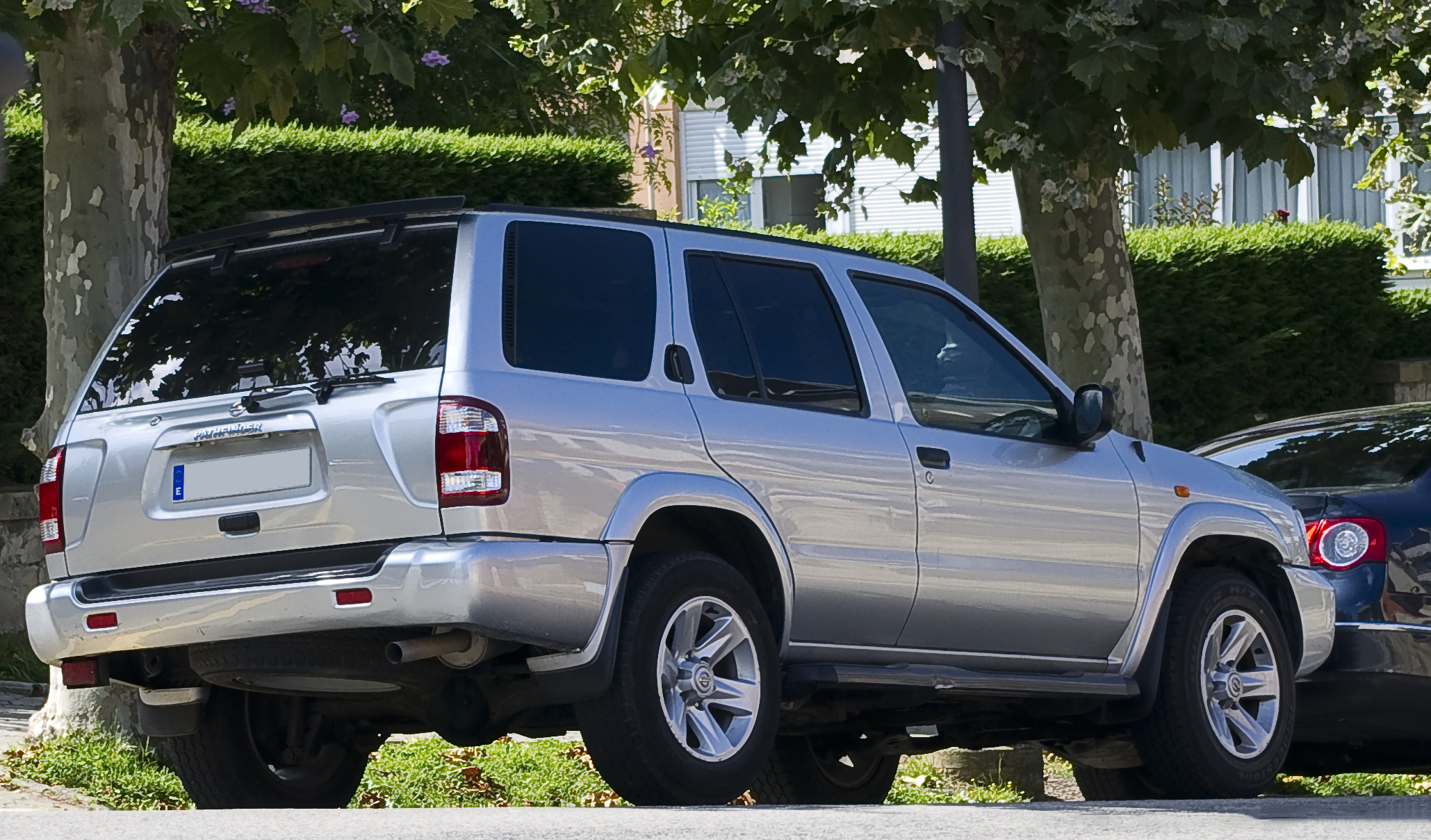
نیسان پت فایندر نسل دوم R50

## نیسان پت فایندر نسل سوم (R51) از ۲۰۰۵ تا ۲۰۱۲
در سال ۲۰۰۵ شرکت نیسان این خودرو چندمنظوره (SUV) چهار در را به بازار عرضه کرد.
خودرو پت فایندر برای اولین بار در سال ۲۰۰۵ و در نسخه دارای صندلی‌های ردیف سوم و با ظرفیت ۷ نفر سرنشین به فروش رسید.
نسل سوم پت فایندر برای اولین بار به عنوان خودرویی مفهومی در نمایشگاه بین‌المللی خودرو فرانکفورت در سال ۲۰۰۳ به نمایش درآمد.

خودروهای پت فایندر نسل سوم مخصوص بازار آمریکا و خاورمیانه با تغییر در ظاهر (فیس لیفت) عرضه شدند.

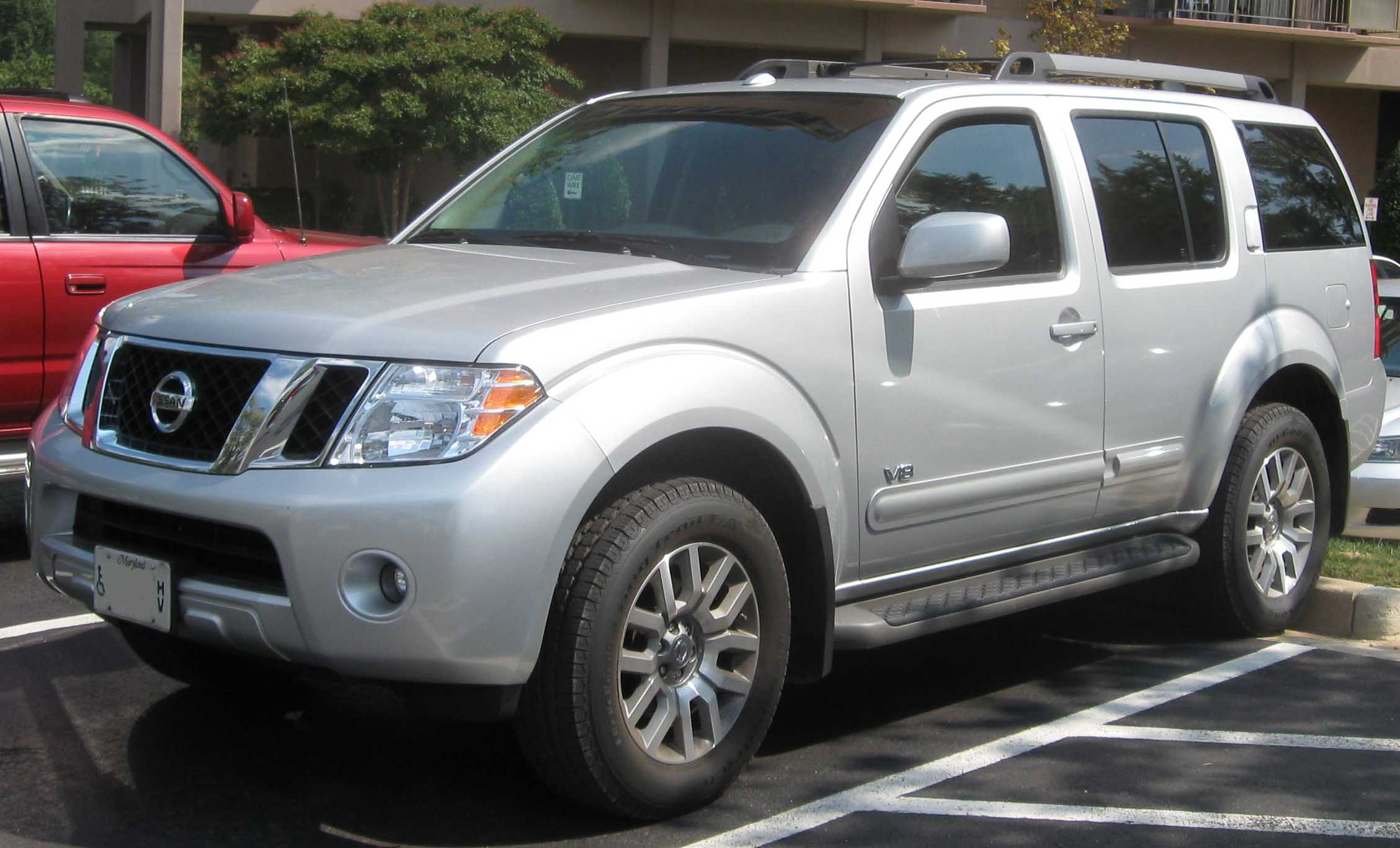
نیسان پت فایندر نسل سوم R51
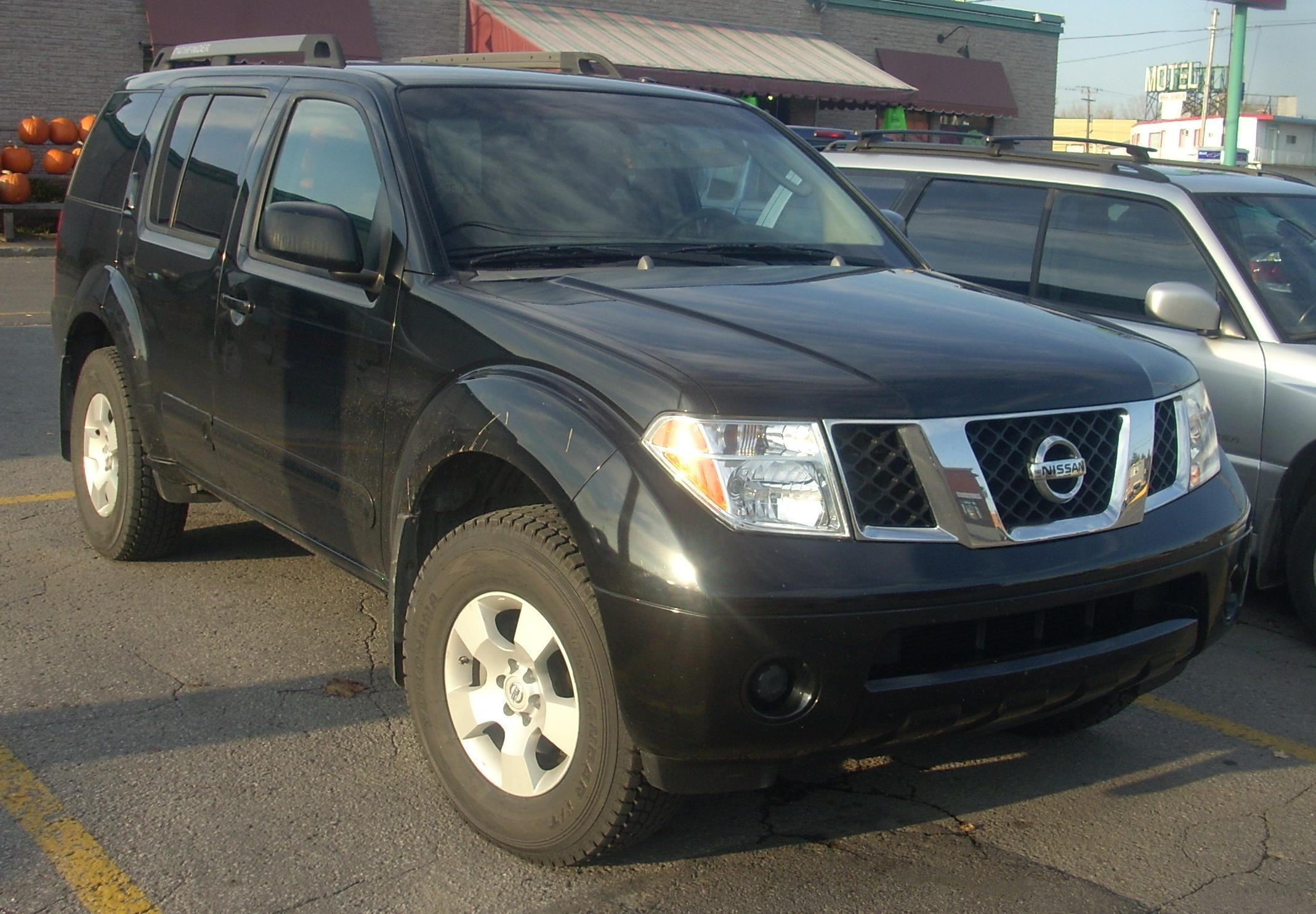
نیسان پت فایندر نسل سوم R51
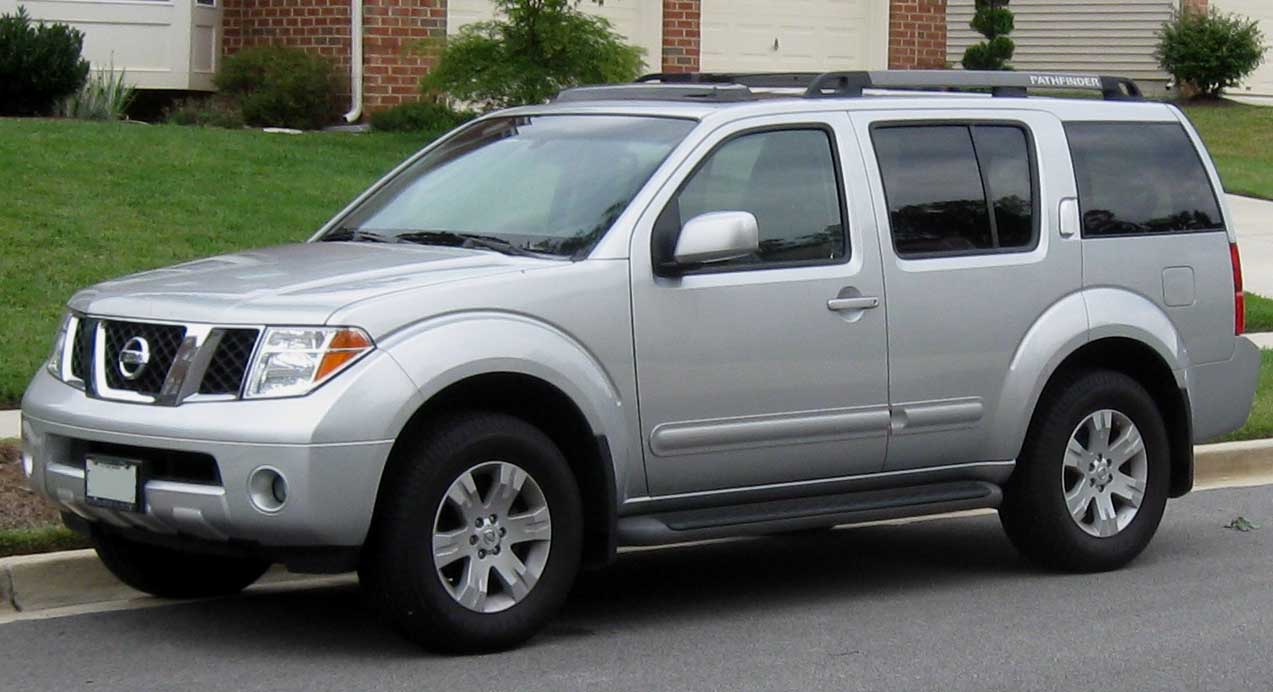
نیسان پت فایندر نسل سوم R51
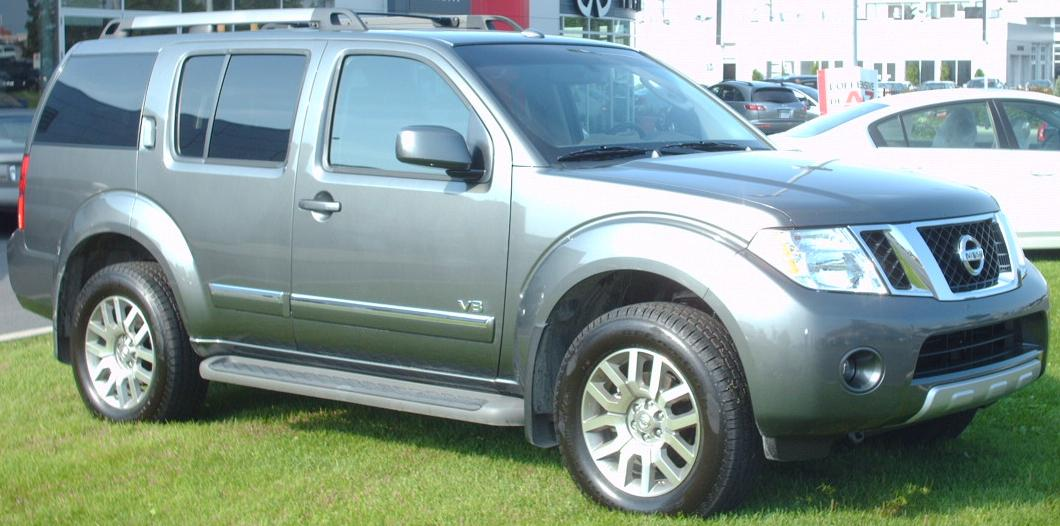
نیسان پت فایندر نسل سوم R51

## نگارخانه

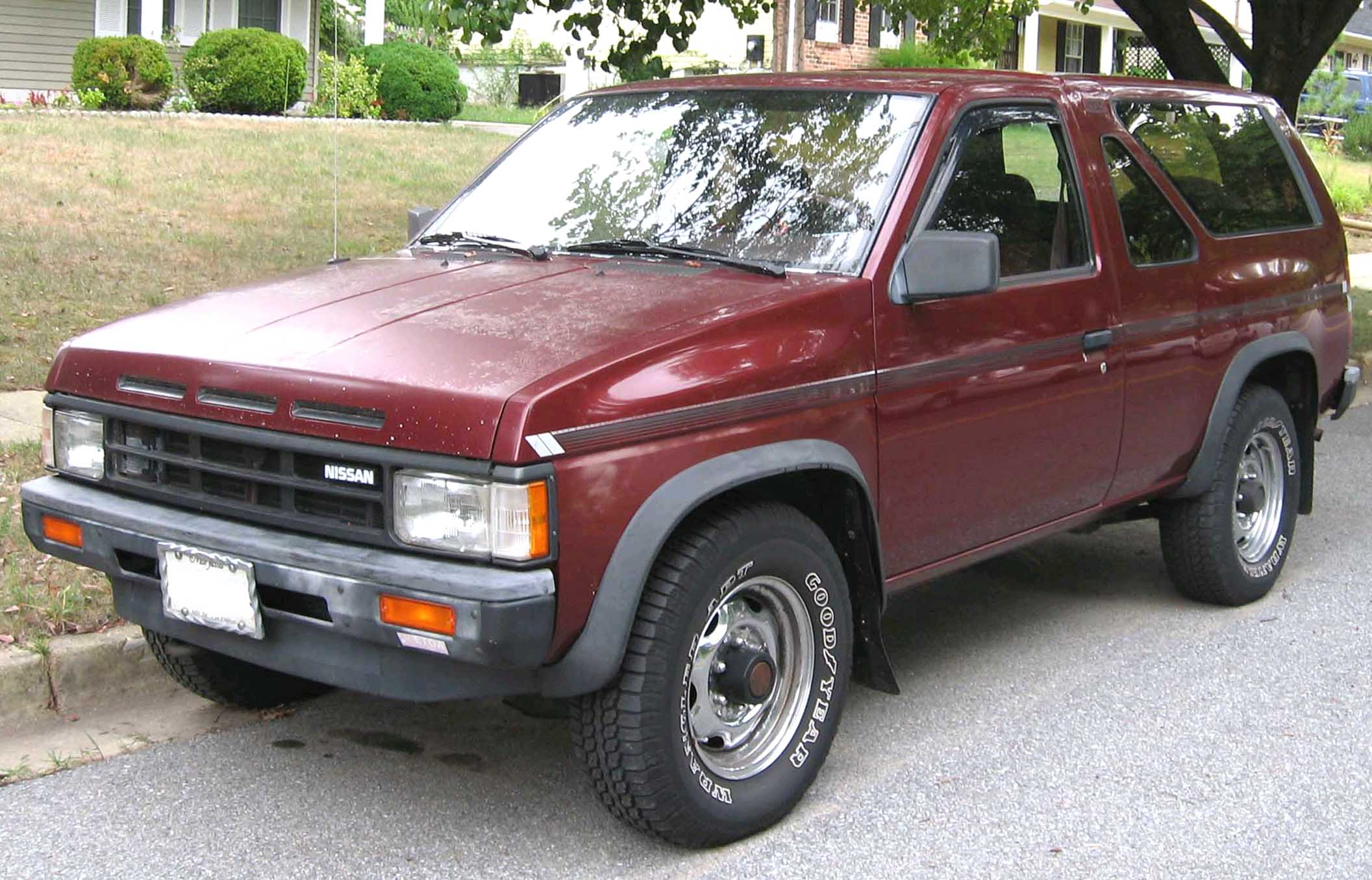
نیسان پت فایندر دو در مدل ۱۹۸۶ تا ۱۹۸۹
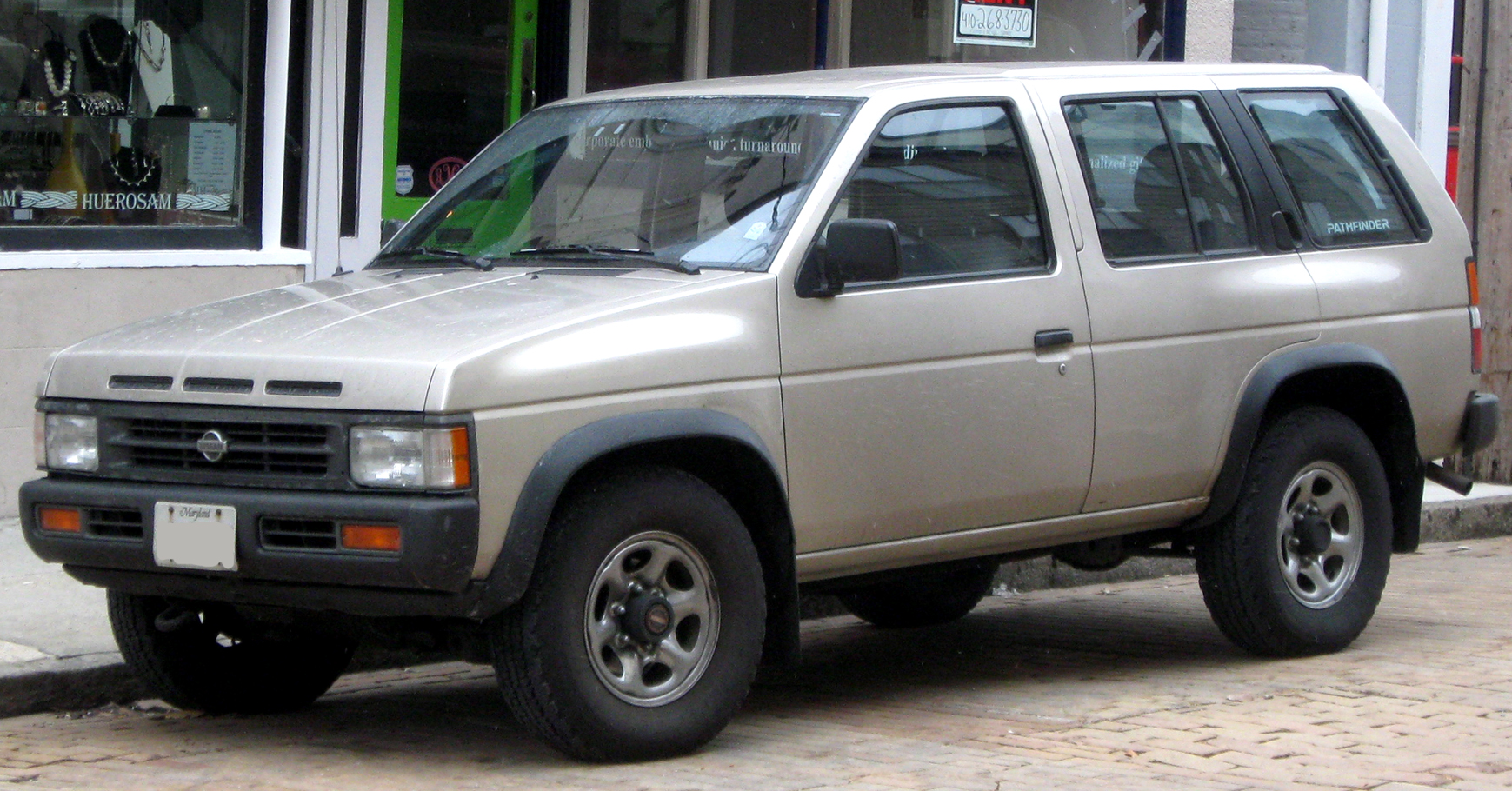
نیسان پت فایندر چهاردر مدل ۱۹۹۳ تا ۱۹۹۵
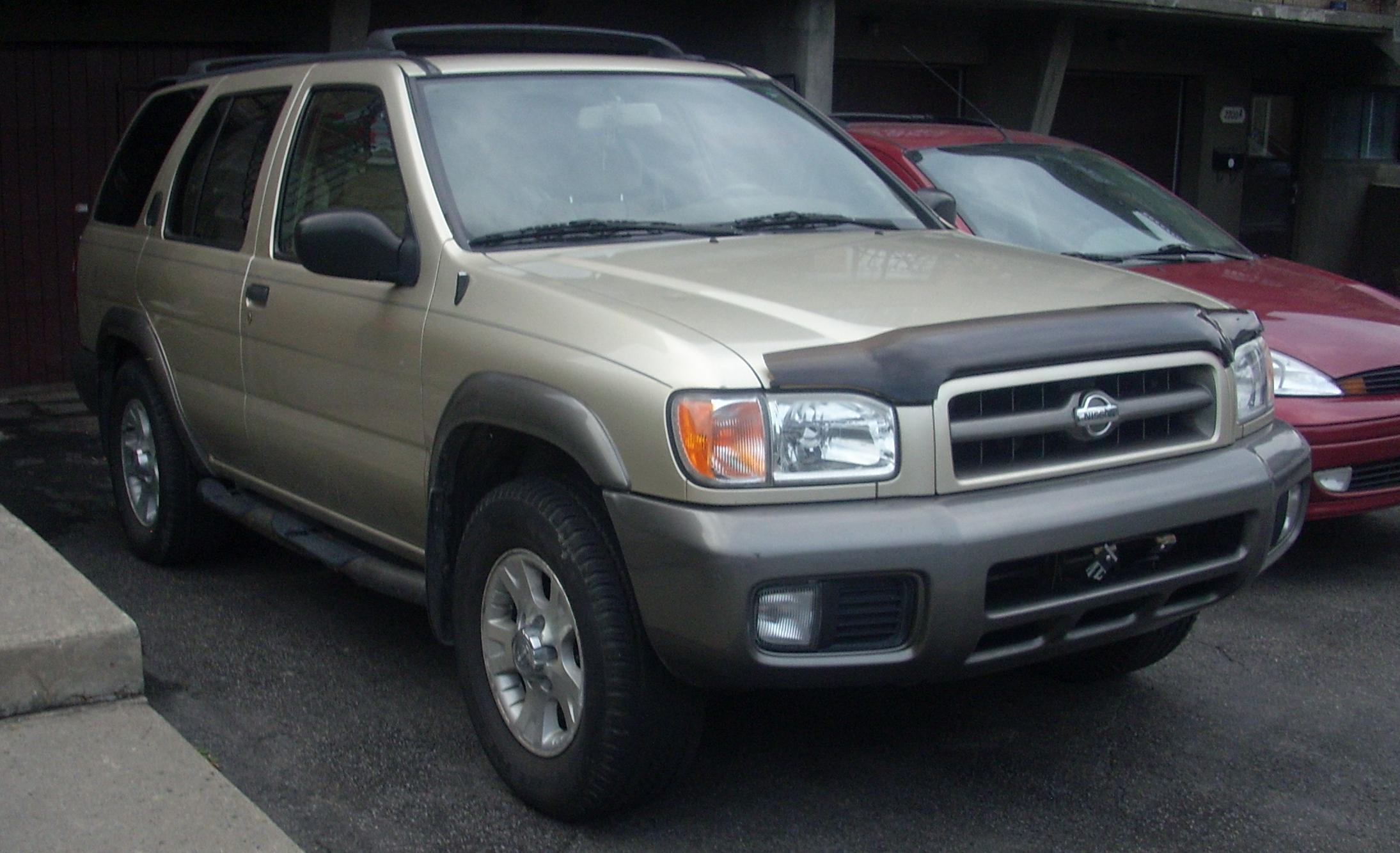
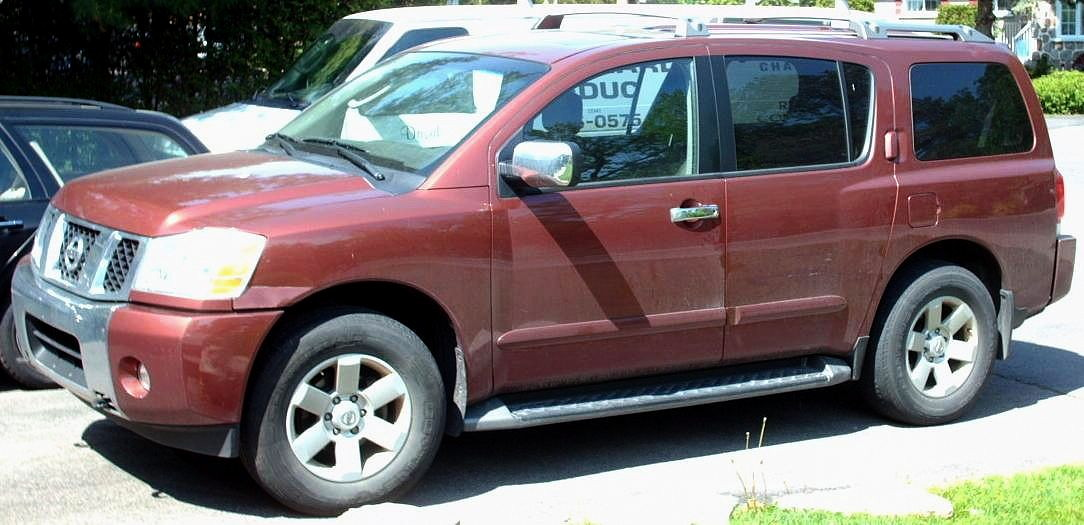
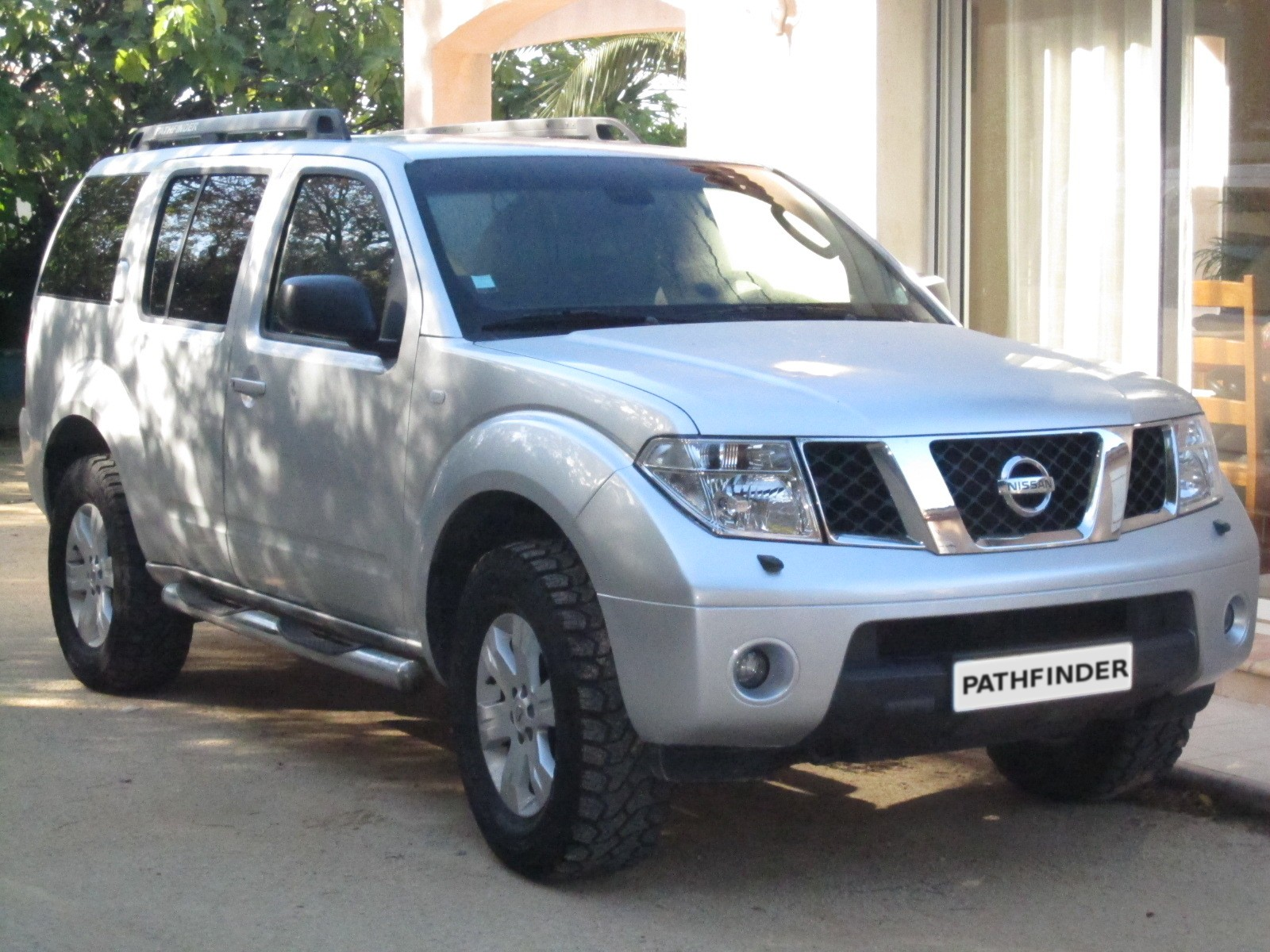
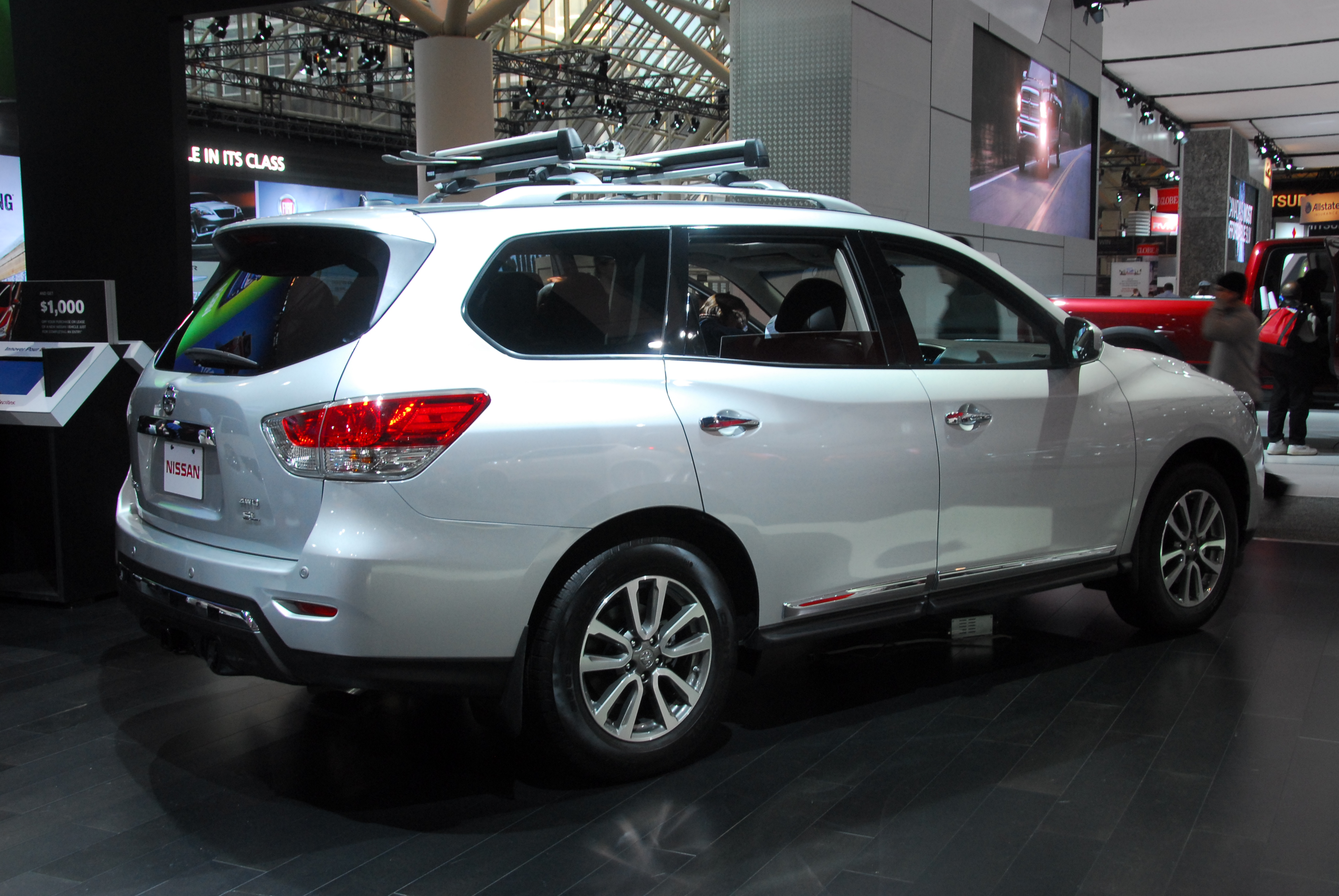
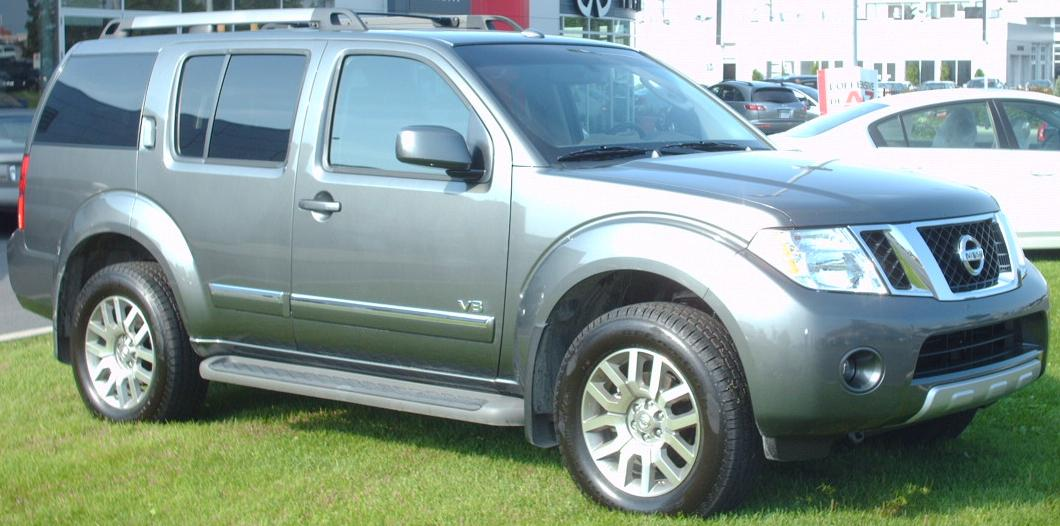
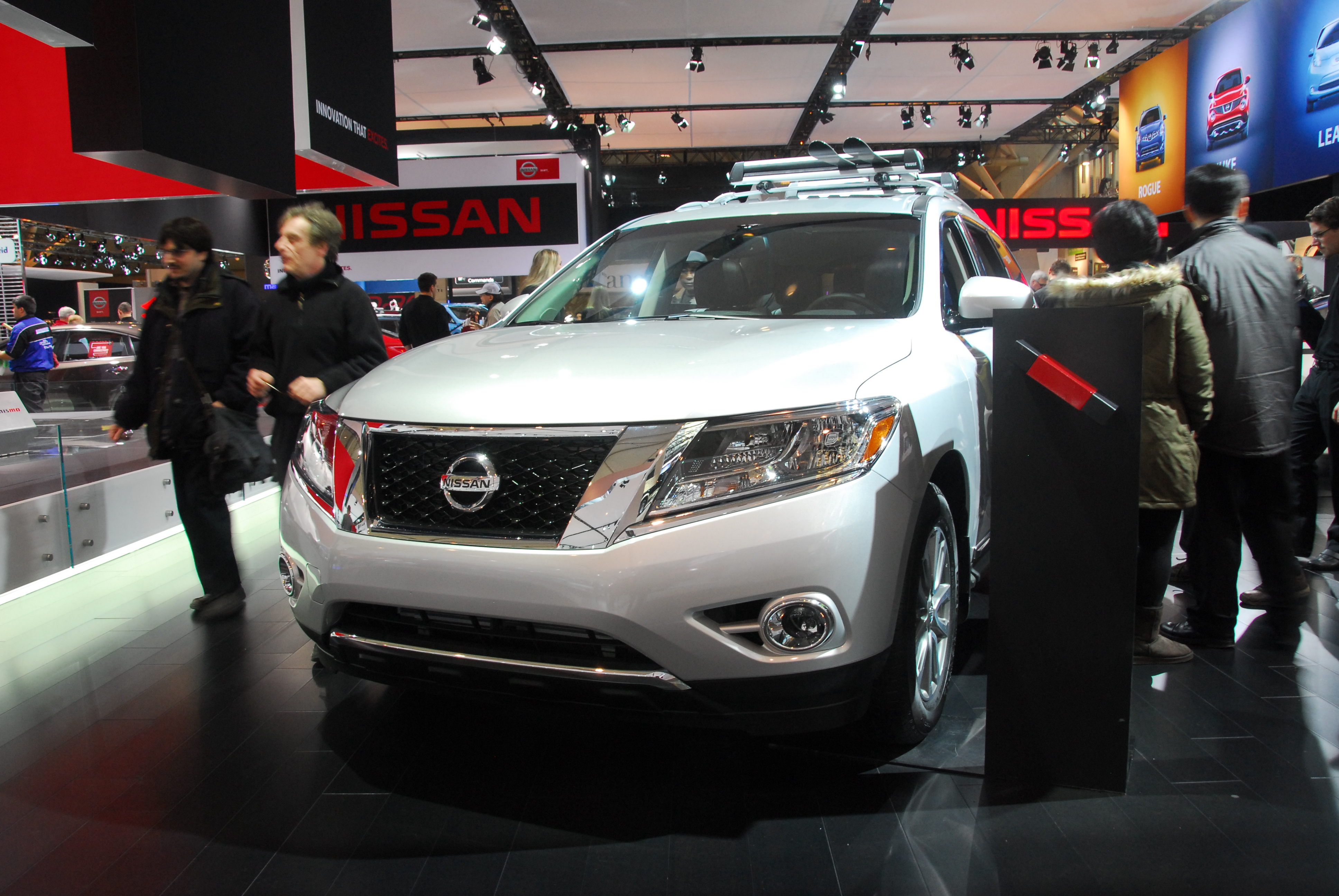
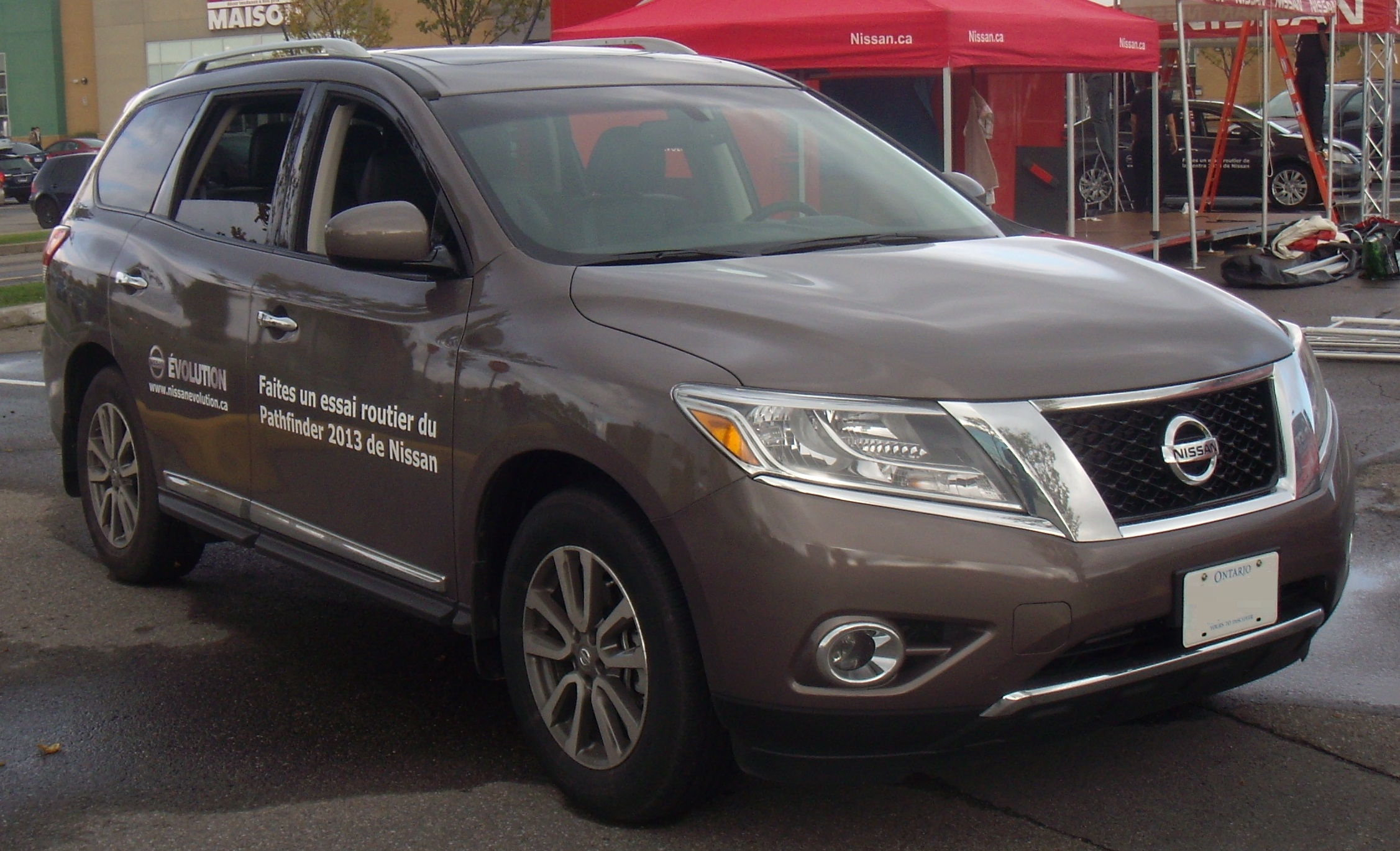
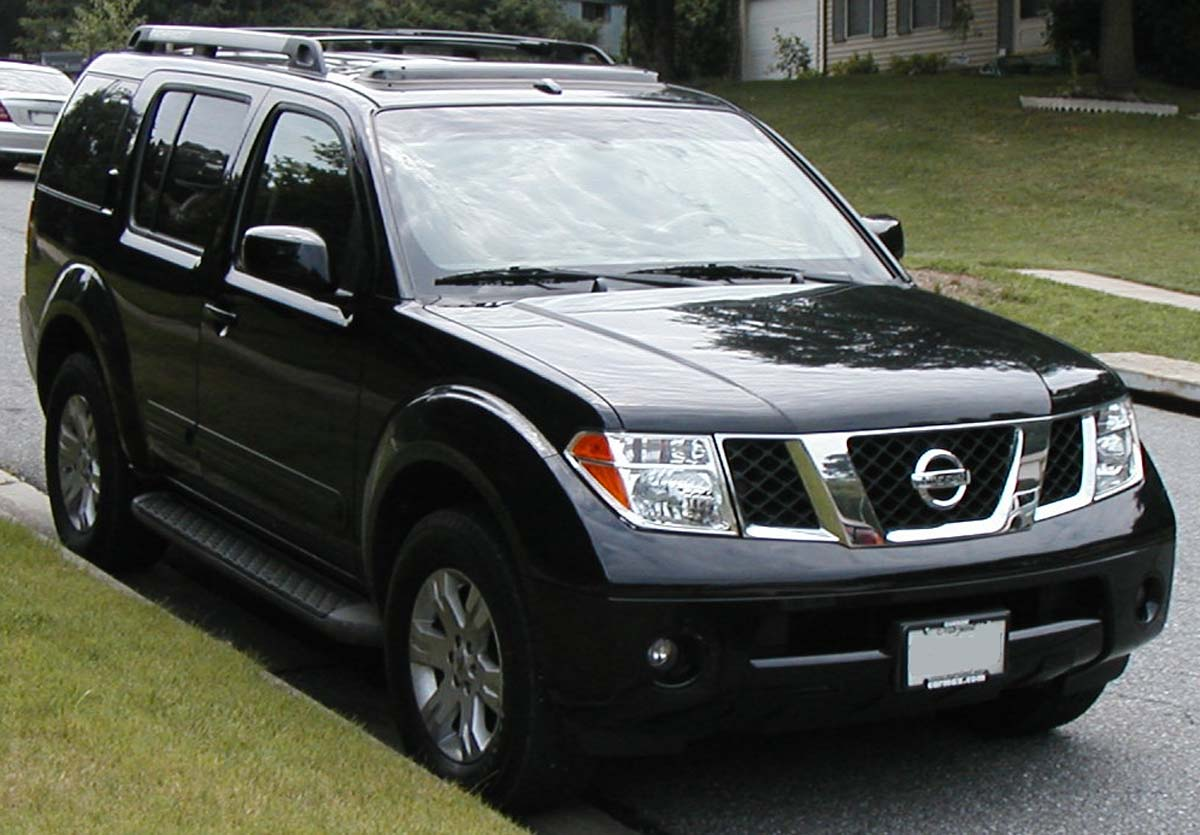